# Hans Zander (Komponist)
Hans Zander (* 20. Februar 1905 in Danzig; † 5. Mai 1985 in Leverkusen) war ein deutscher Komponist und Violinist. im Bereich der Unterhaltungsmusik. Er benutzte auch das Pseudonym Hans Graetsch.
Er studierte in Danzig Violine und Klavier und in Berlin Komposition bei Hermann Büchel. Ab 1921 arbeitete er als ausübender Musiker in Orchestern und Ensembles, u. a. im Orchester der Waldoper. 1931 begann er seine Werke zu veröffentlichen. Ab 1936 wirkte er als freischaffender Komponist in Berlin. Nach 1945 zog er zunächst nach Karlsruhe und von dort aus 1953 nach Köln. Ab 1957 lebte er in Leverkusen-Schlebusch.
Er schrieb über 250 Werke für Orchester, Harmonie- und Akkordeon-Orchester, zudem Chor- und Kammermusik.

## Werke
- Andere Länder – andere Sitten (Suite)
- Aplauso (Zwischenmusik)
- Ballett der Geigen
- Die goldene Geige für Salon-Orchester
- Domovina
- Gipsy-Land
- Lockenköpfchen (Zwischenmusik)
- Reiseprospekte (Suite)
- Reise nach  Minnesota
- Nordlandklänge, Konzertwalzer für großes Orchester (oder Salon-Orchester), 1935;
- Zauberhafter Süden
- Zigeunergeigen
- An der Hafenmole (Fantasie) 1959
- Zigeunertanz (1962)
- Spiel mit Tönen (Ouvertüre) 1963
- Ein Volksfest (Suite) 1967
- An fernen Ufern (Ouvertüre) 1970
- Jumbo Jet Melody (Zwischenmusik) 1971
- Party-Ouvertüre, 1973
- Trachtenfest in Garmisch, 1975
- Urlaub in den Bergen (Ouvertüre) 1981
- 6 Richtige, 3 Trompeten, 3 Posaunen und Blasorchester
- Beim Sliwovitz
- Capriccio für Klarinette solo und Band
- Das Goldene Schloss (Ouvertüre)
- Der Weg ins Glück
- Euro Express
- Glückliche Tango
- Lebensgeister
- Marusja, Russisches Tonbild
- Menuett für Klarinette, Klarinette und Band
- Prater Ruther Spatzen, für Trompete Solo- und Band
- Posaune im Mondschein, für Posaune Solo- und Band
- Viel Spass
- Volkstümliche Rhapsodie
- Wiener Amsel
- Strome der Welt: Am Amazonas, An der Donau, An der Wolga Liederzyklus für Männerchor
- Rezitativ und Rondo für Flöte und Klavier
- Gipsy Sound, Gypsy Fantasie für Akkordeonorchester
- Zigeunertanz, Konzertstück für großes Orchester (oder Salon-Orchester) 1938
- Marusja, Tonbild für großes Orchester (oder Salon-Orchester), 1950